# Chris Van Allsburg
Chris Van Allsburg (ur. 18 czerwca 1949 w Grand Rapids) – amerykański pisarz i rysownik, autor książek dla dzieci Jumanji i Ekspres polarny.